# Rat rod
 (mars 2023).
Un Rat rod est une variante des Hot rod Tuning vintage de collection de la Kustom Kulture américaine, à base généralement d'épave roulante de voitures américaines issues de casse automobile, restaurées par des préparateurs automobile, avec des pièces de récupération éventuellement d'origines diverses...

## Historique
Le tuning Hot rod de la Kustom Kulture (nostalgie de l'Amérique vintage), apparaît aux États-Unis dans les années 1930 / années 1950, avec pour modèles de prédilection les premières voitures américaines Ford A et Ford B... des années 1920 / années 1930, mais aussi des Pick-up, ou motos Rat bike de bikers.... 

Ford A et Ford B Rat rods
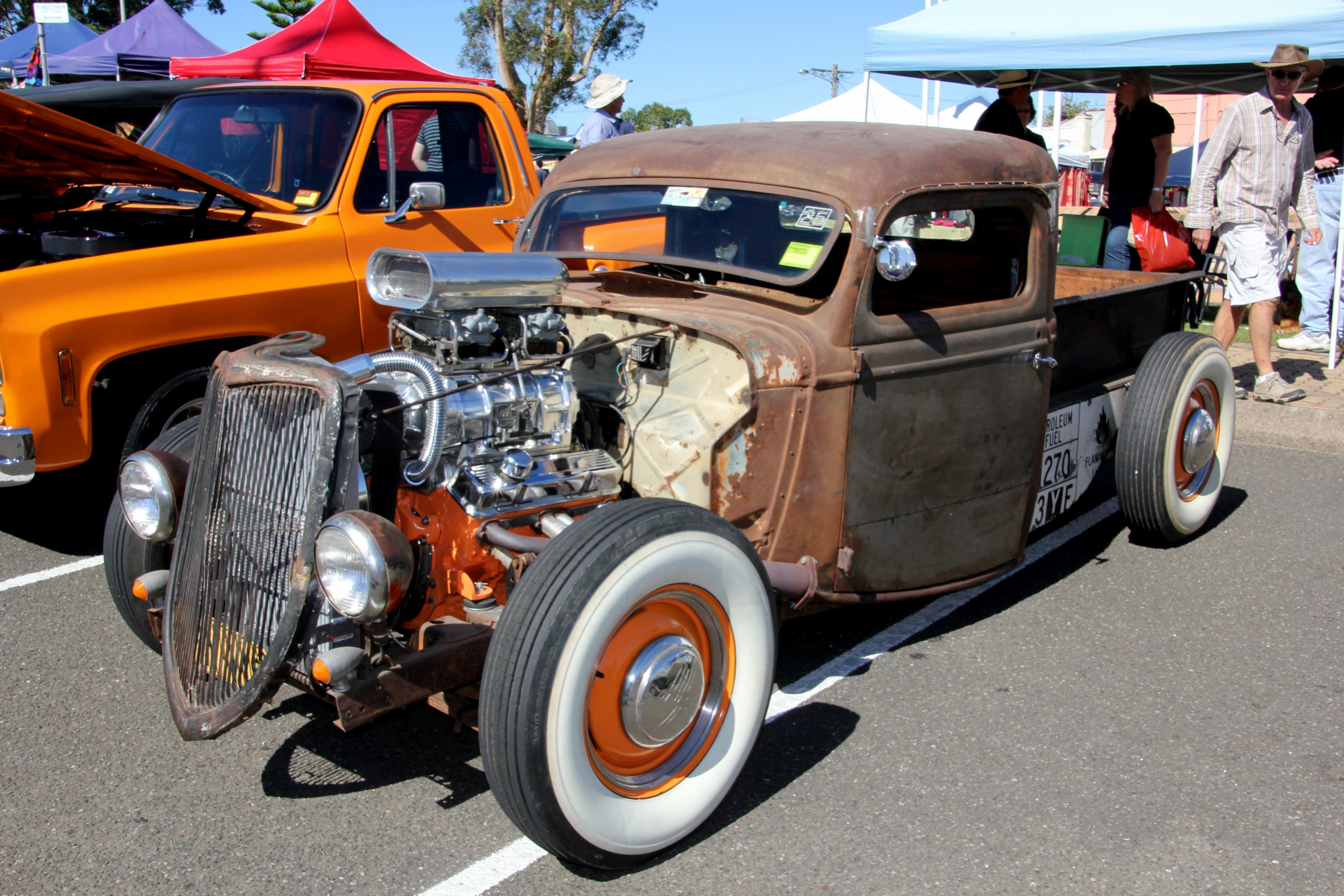
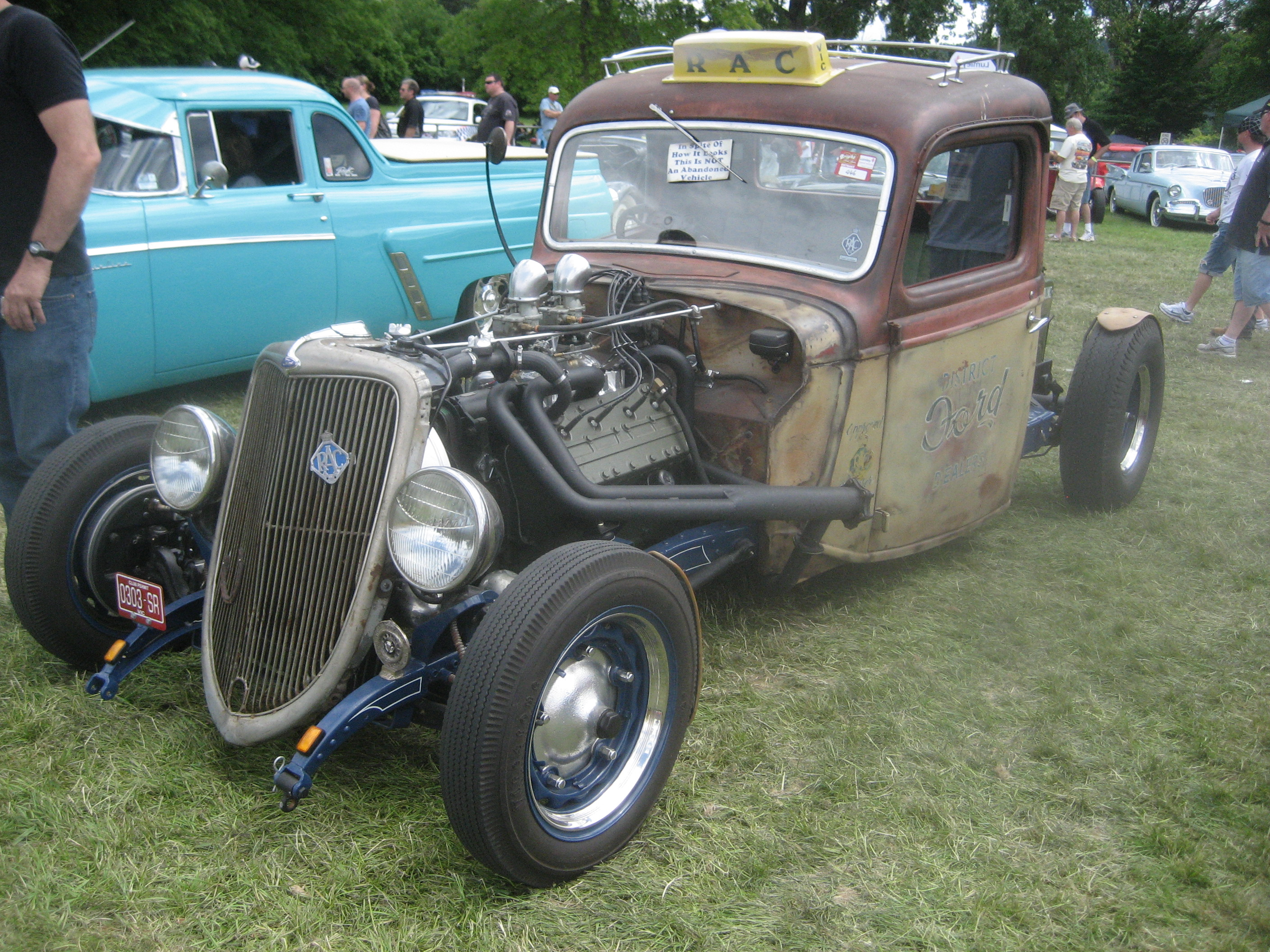
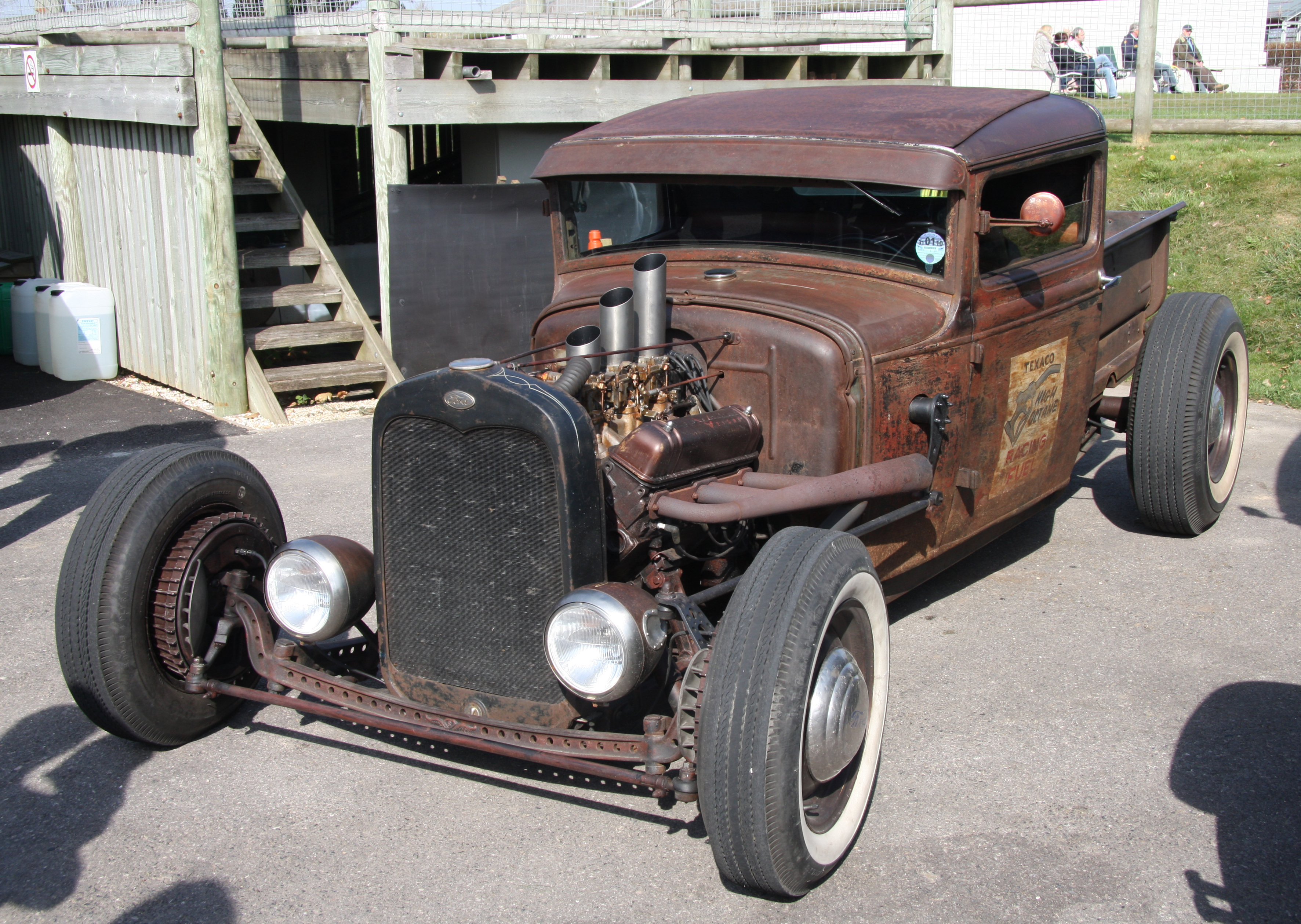
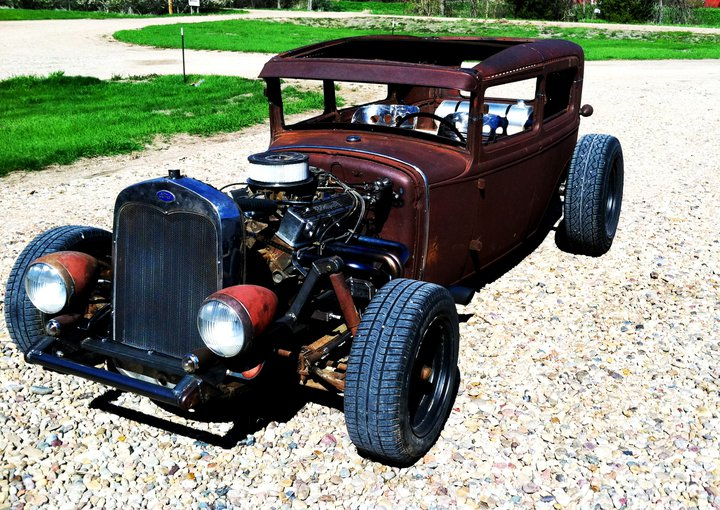
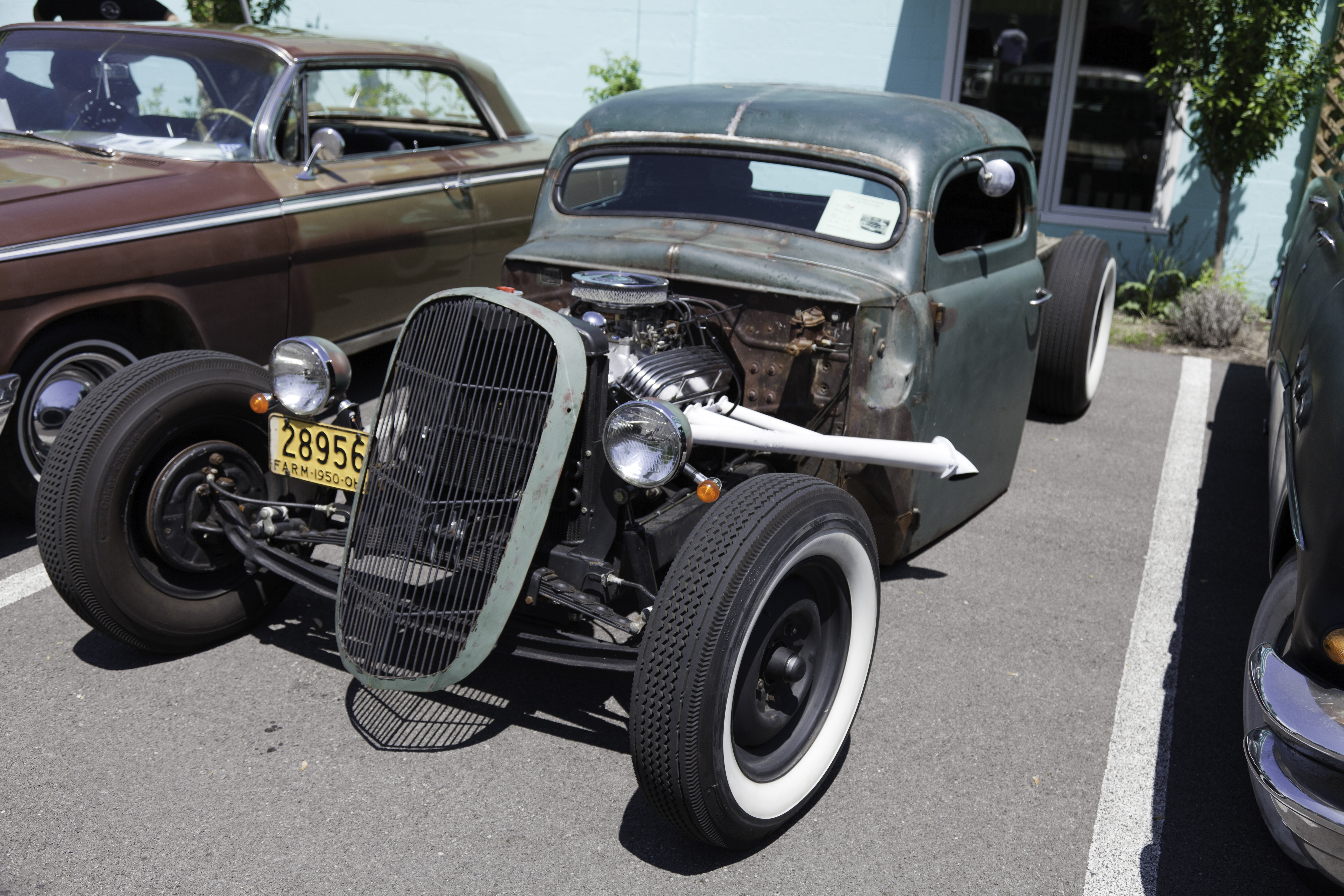
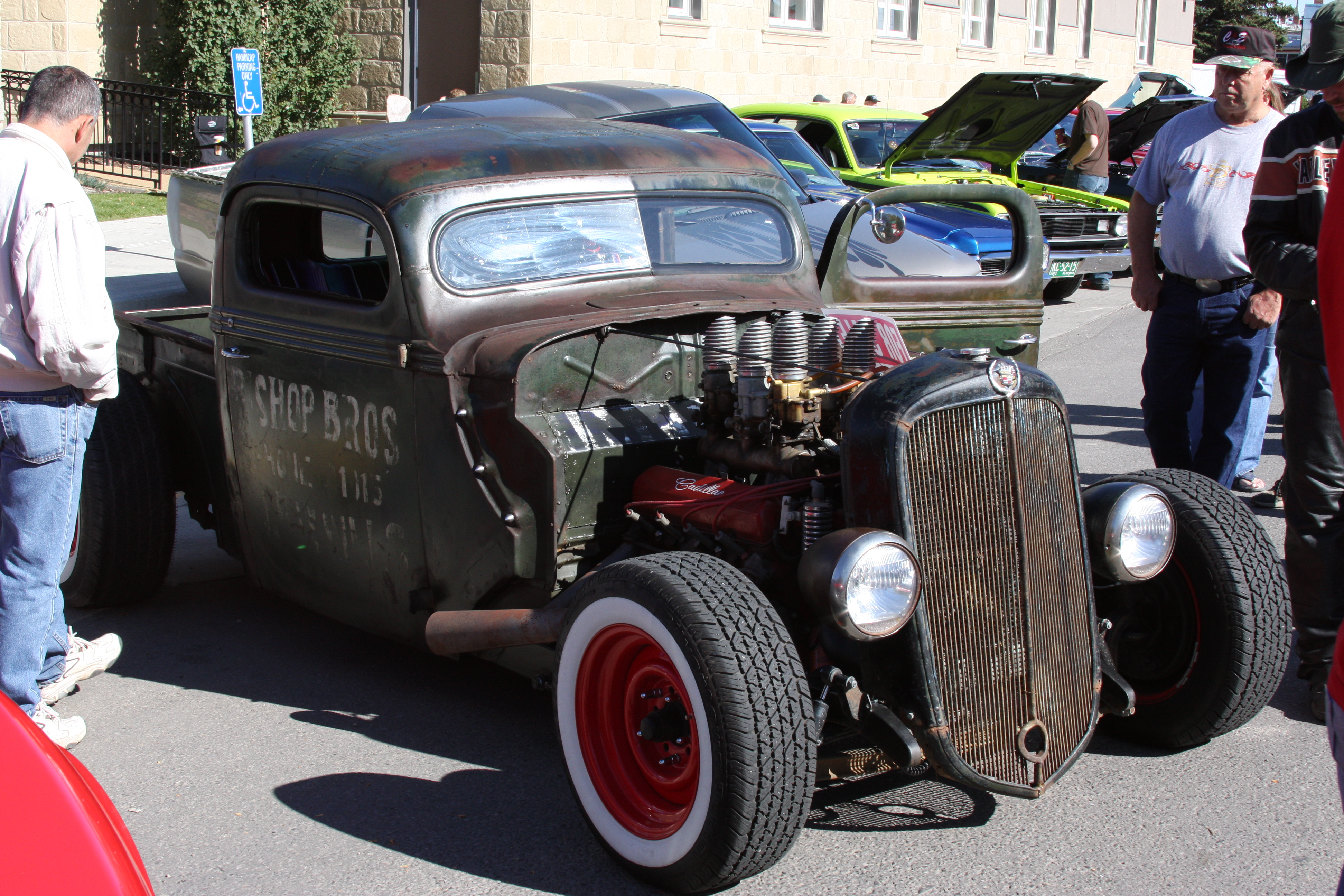
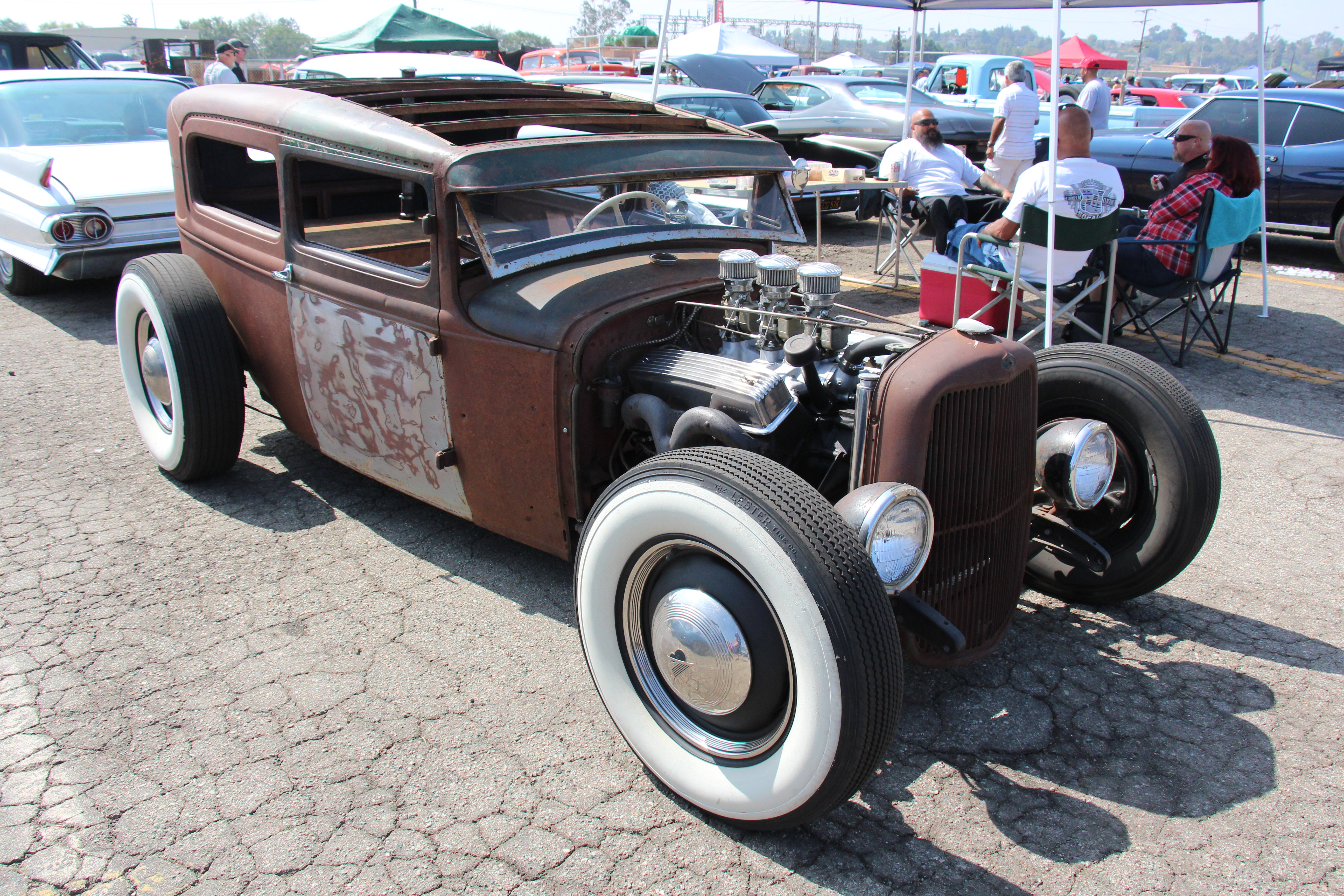
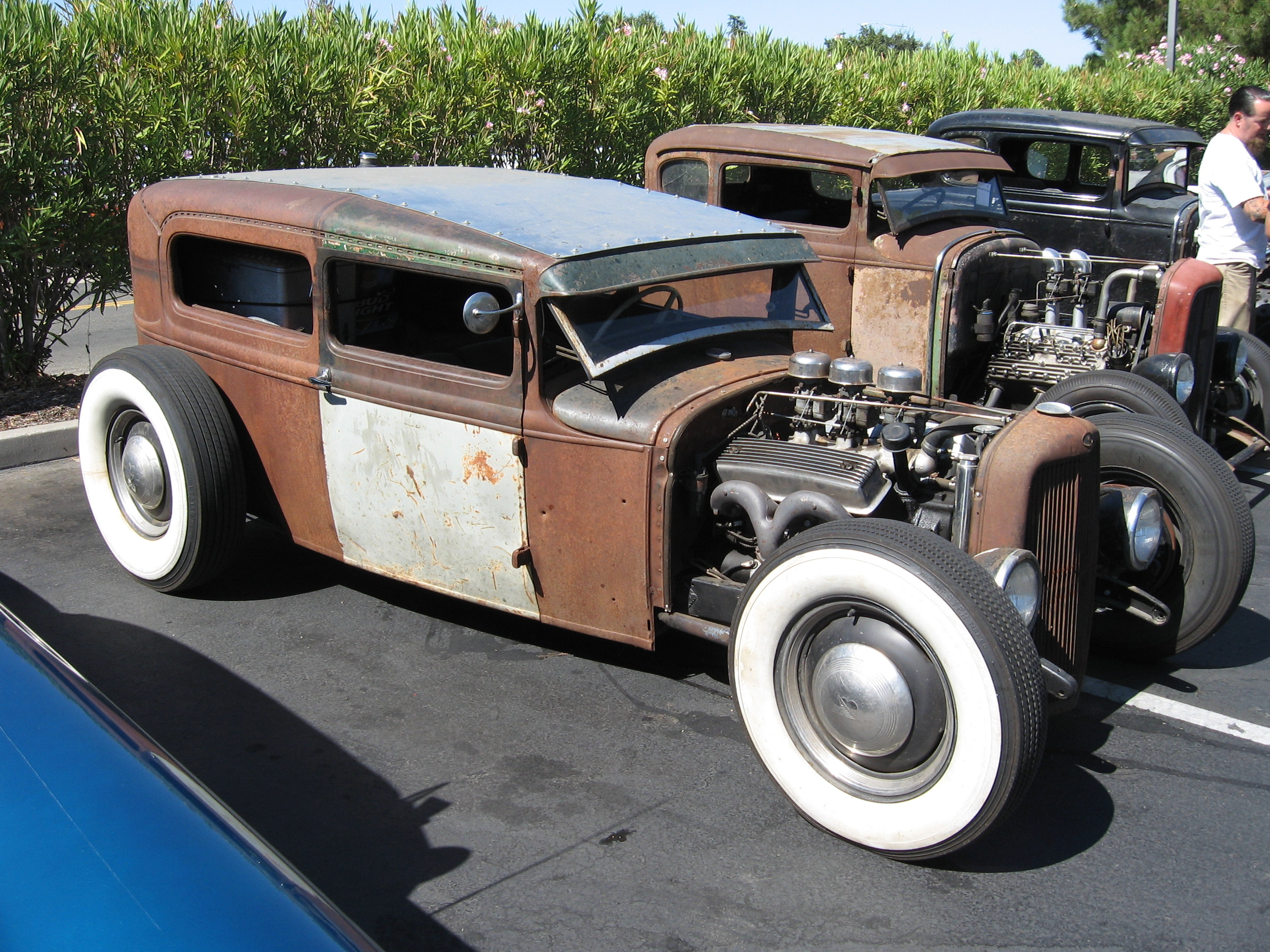
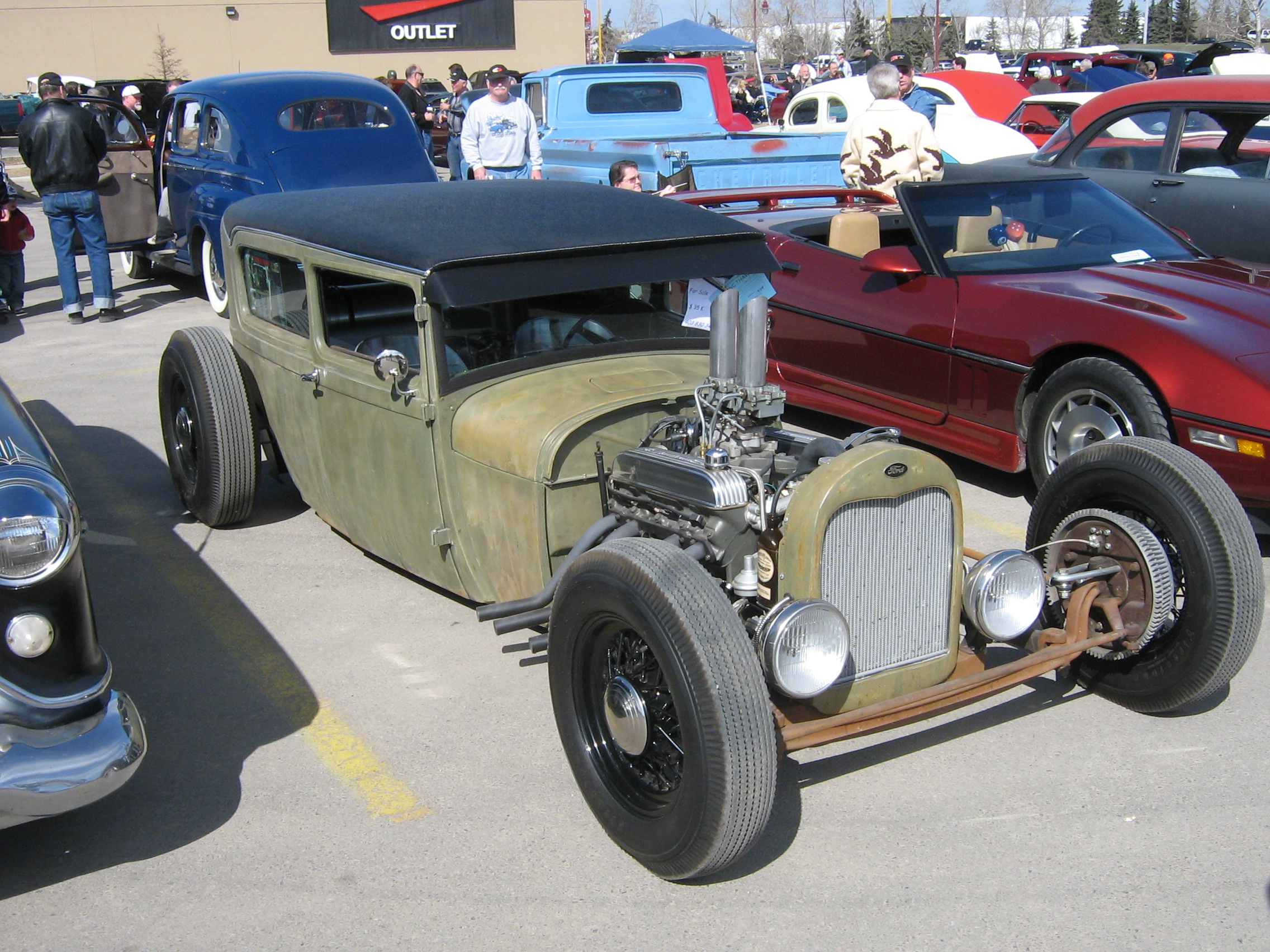
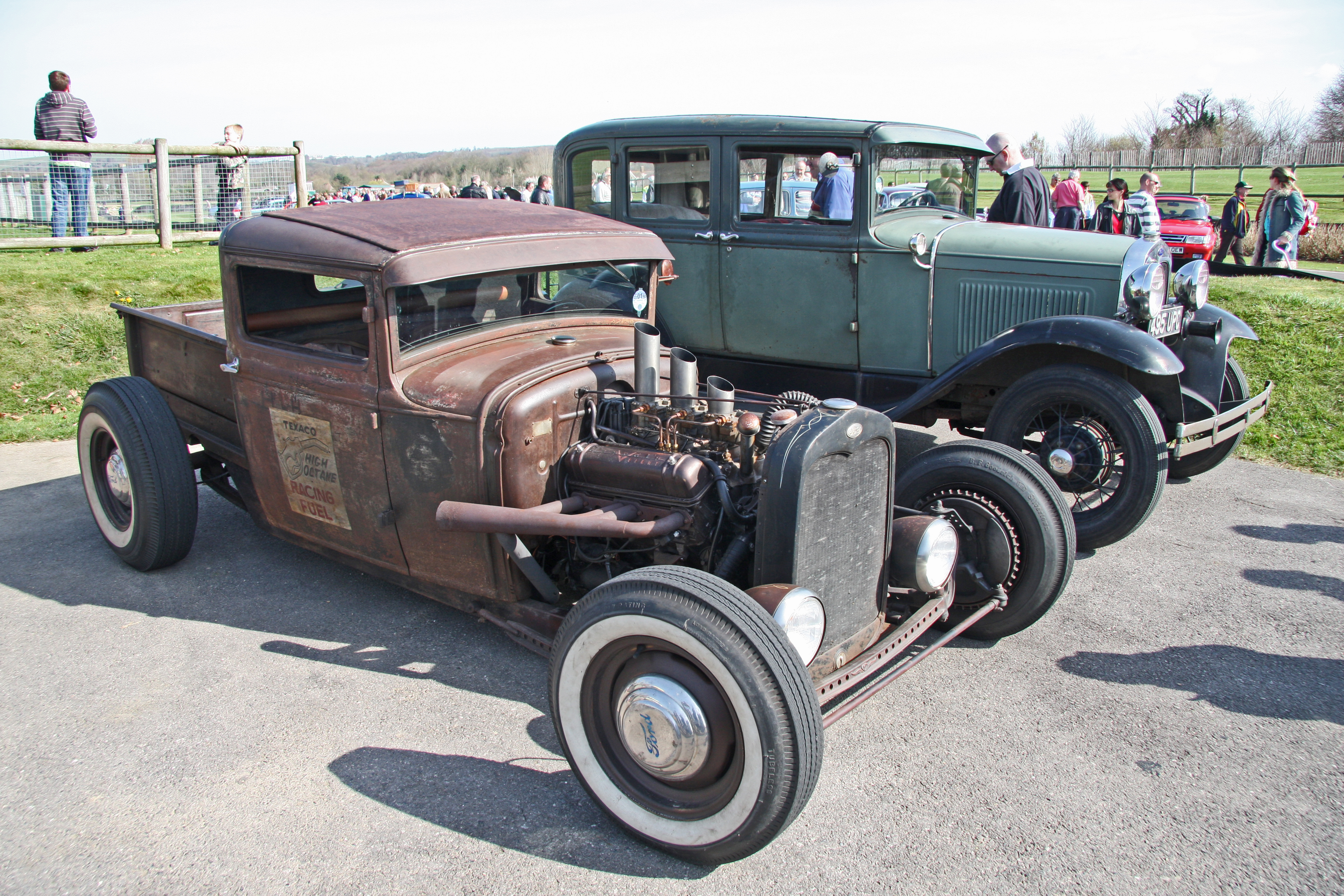

En opposition avec les coûts et nombres d'heures de restauration souvent très importants, des hauts niveaux de perfection recherchés dans la restauration des Hot rod, les Rat rod sont volontairement laissés « imparfaits », en état d'épave roulante apparente « en cours de restauration / inachevées », généralement dépourvus de parties chromées, de peintures artistiques métallisées, par gout, par humour parodique, par manque de moyen économique, ou de temps, ou par gout marginal, artistique, excentrique, voir délirant... avec des carrosseries souvent allégées, surbaissées, personnalisées, minimalistes, réduites à leur plus simple expression, laissées dans un état aussi brut que possible, souvent abîmées, trouées, cabossées, non ou partiellement repeintes, rouillées, souvent élaguées de leurs ailes, capots, et pare-chocs, constituées de patchwork de pièces de récupérations issues de différents modèles, réadaptées et assemblées par des passionnés de ferronnerie, de carrosserie, et de mécanique automobile... et généralement motorisés par des gros moteur V8 américains surpuissants et bruyants souvent laissés apparent (parfois issus de dragster de plus de 1000 chevaux).

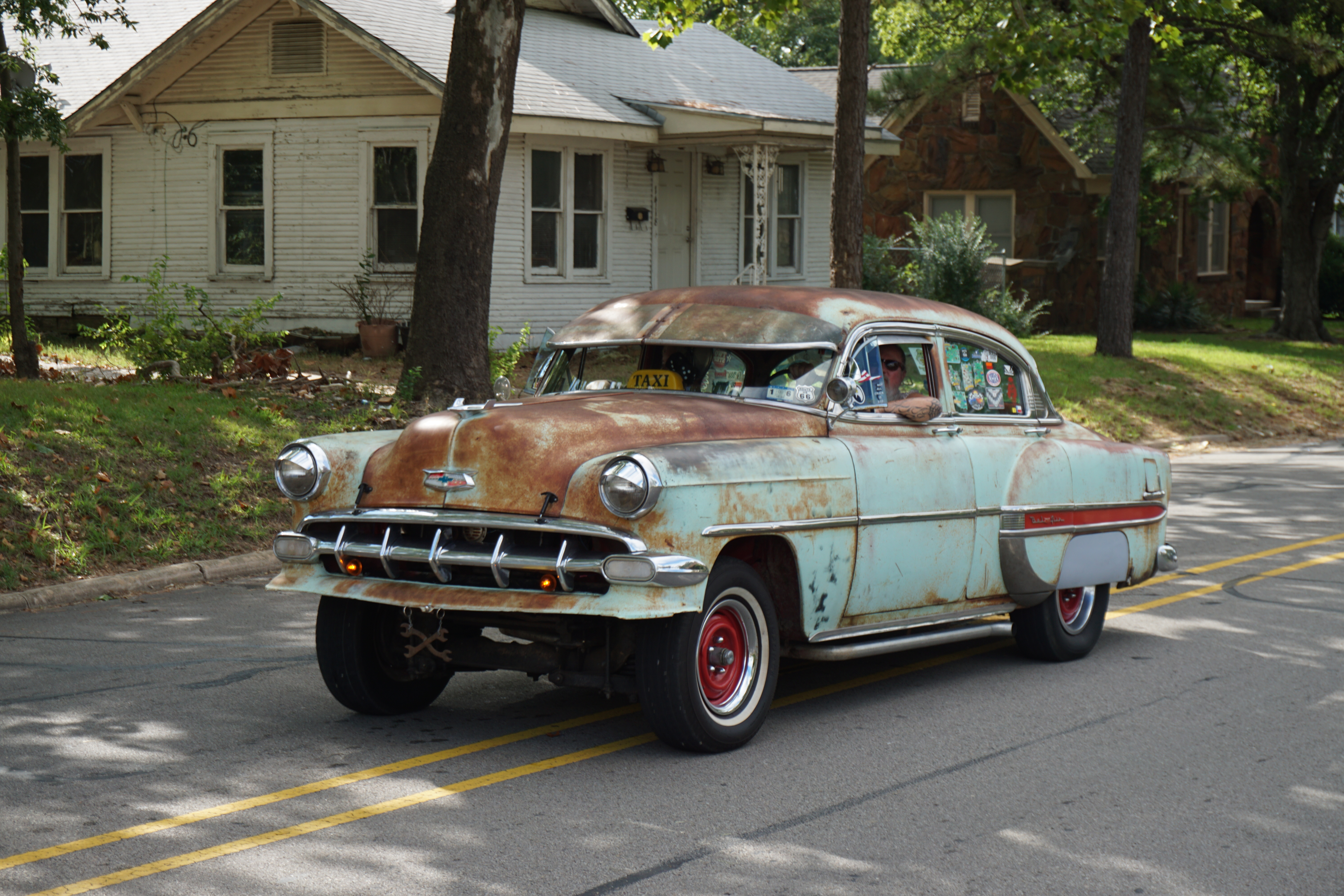
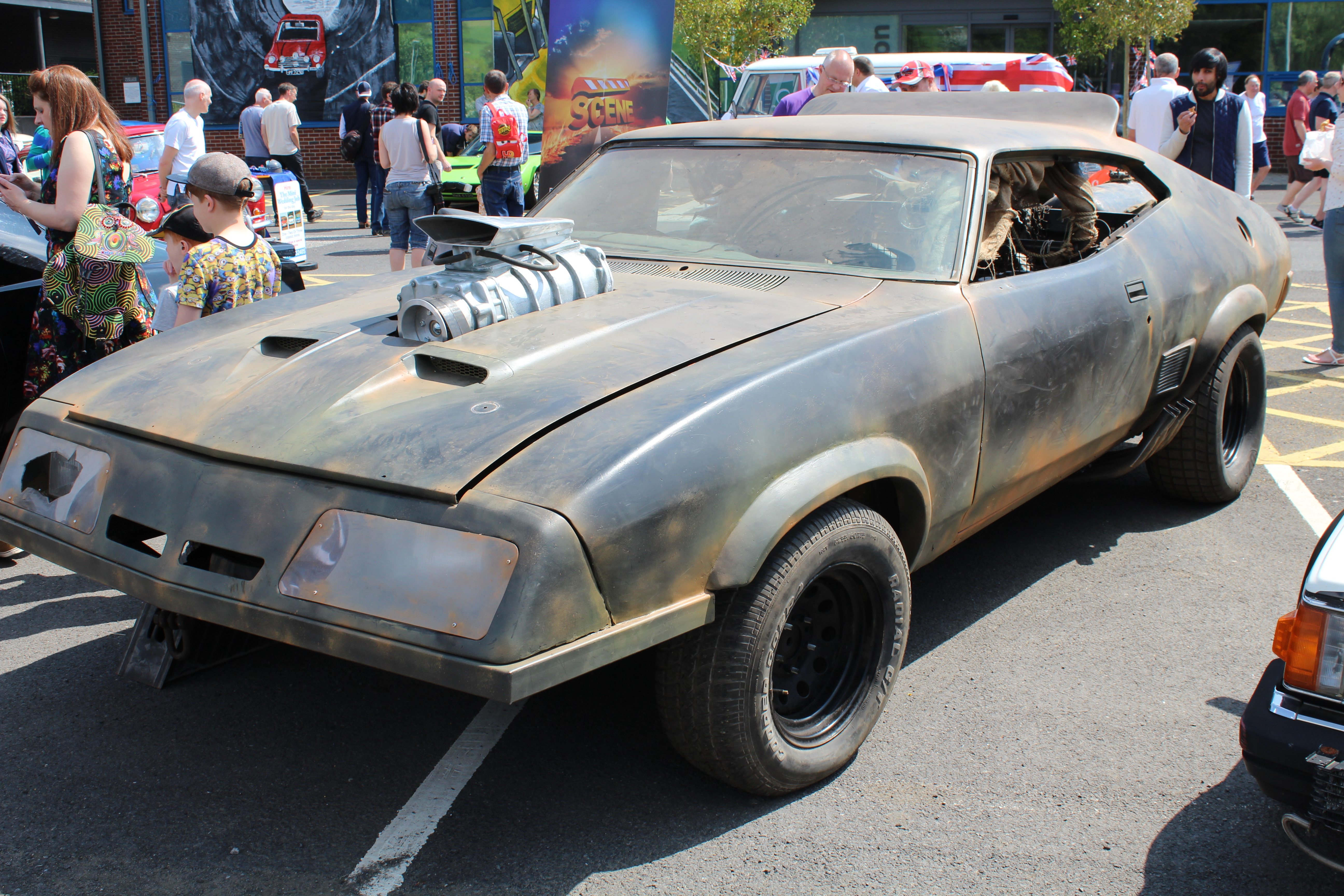
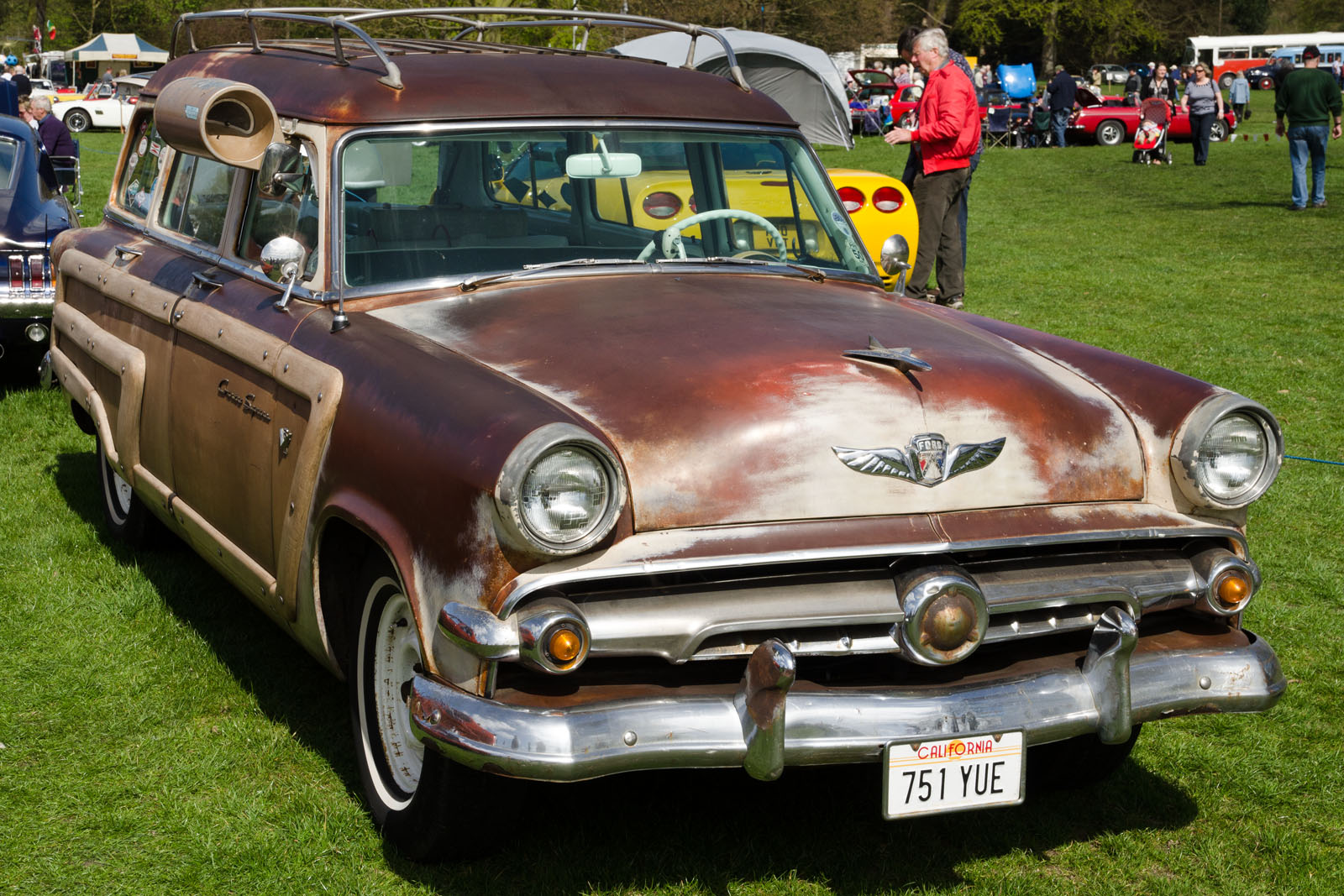
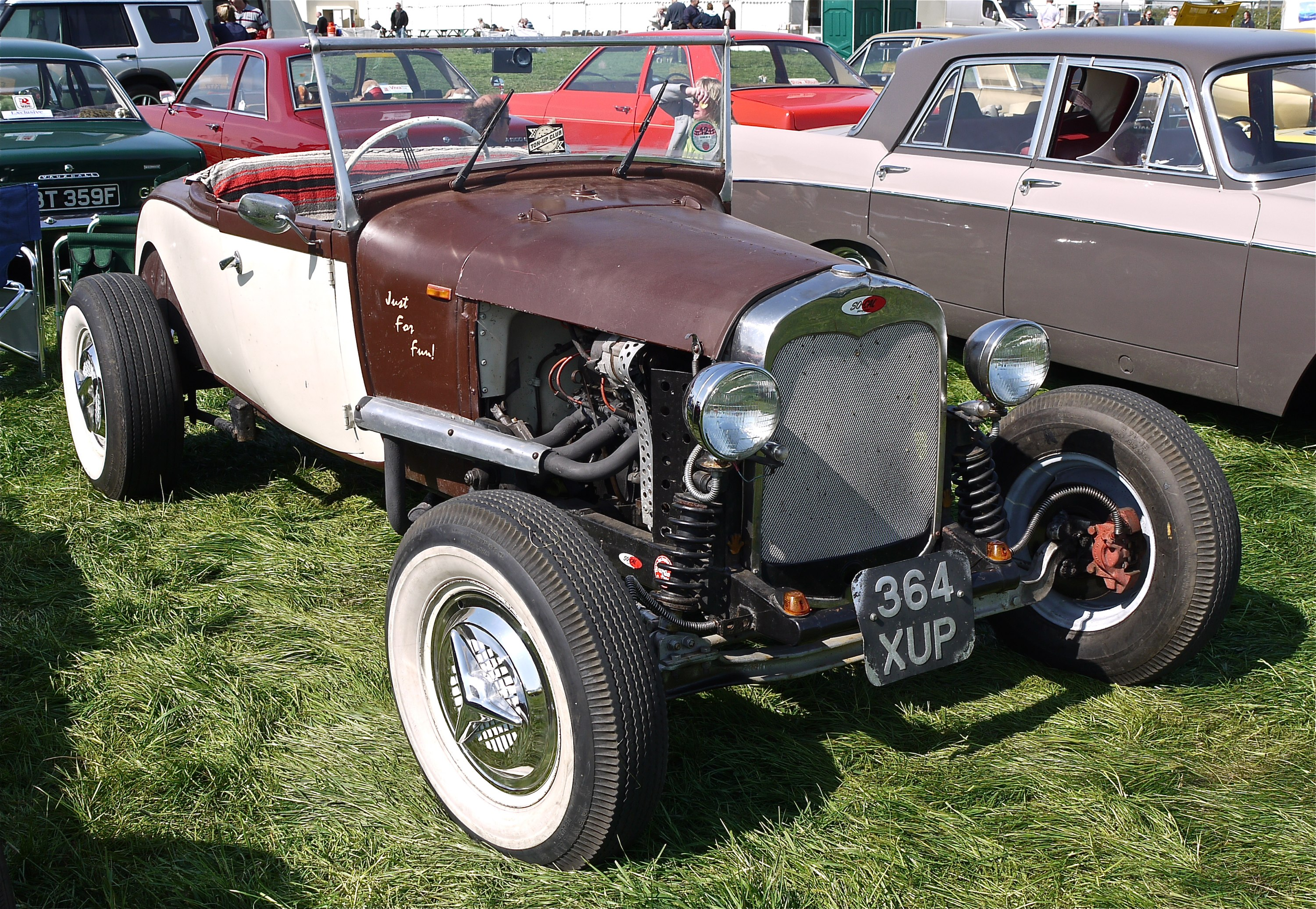
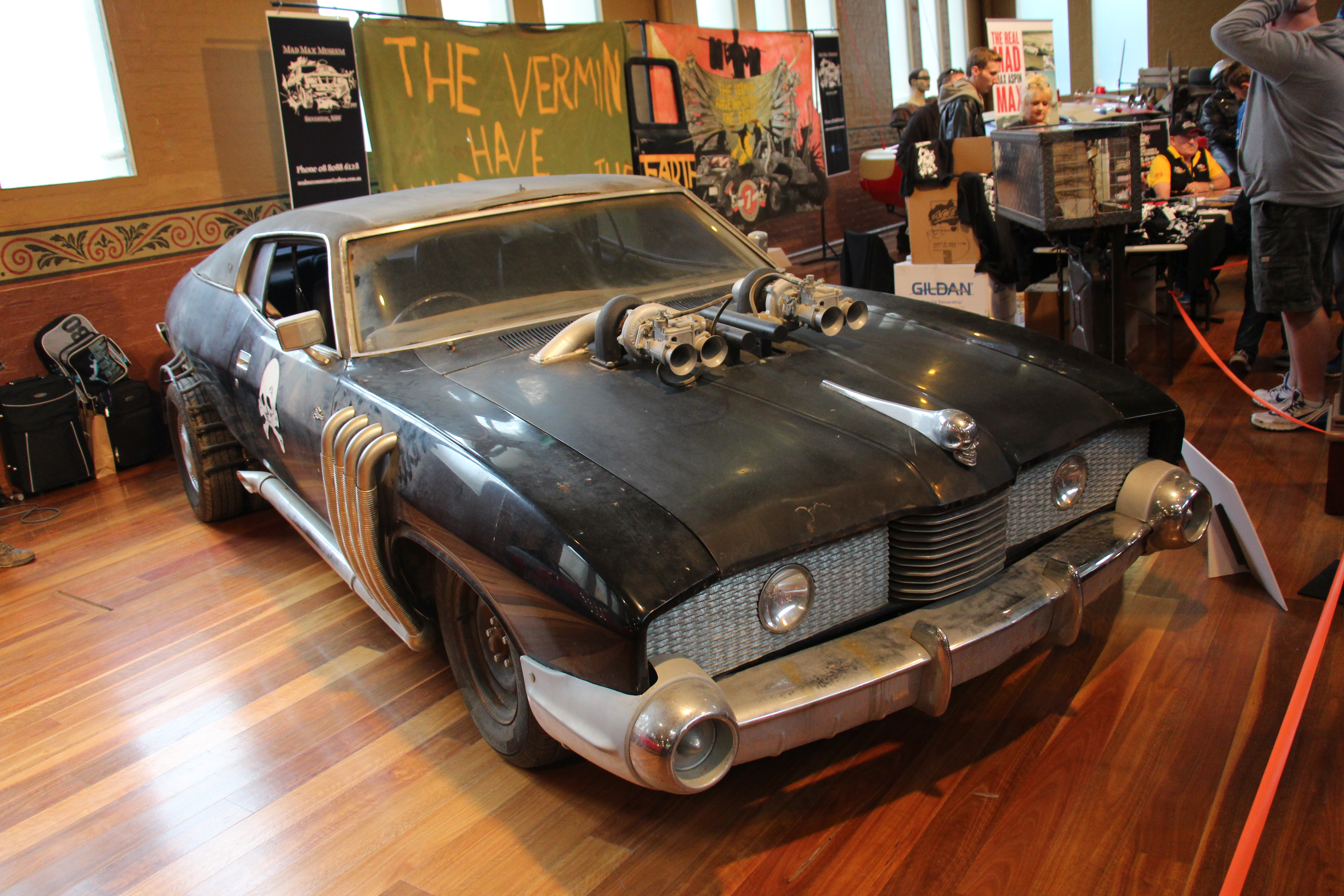
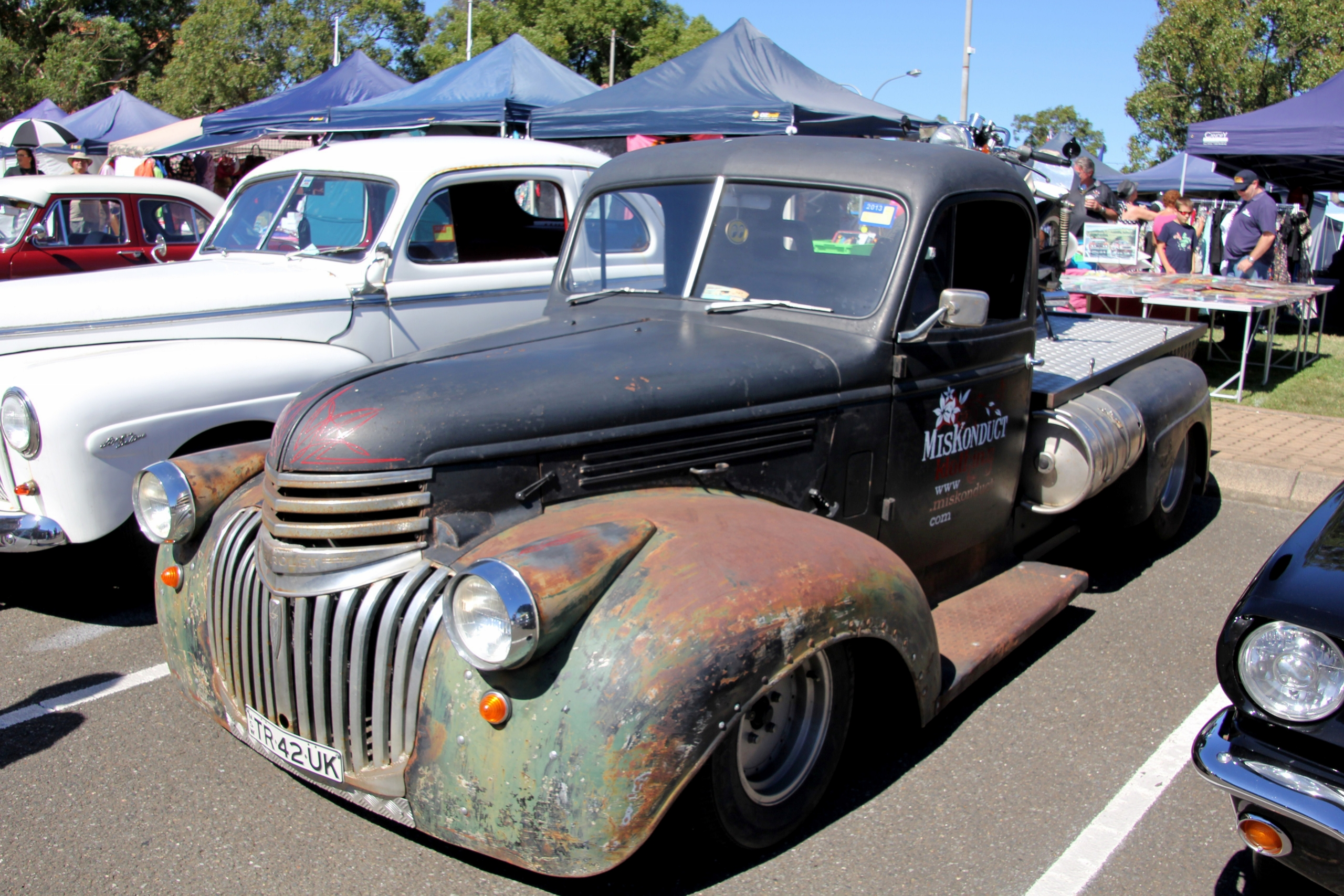
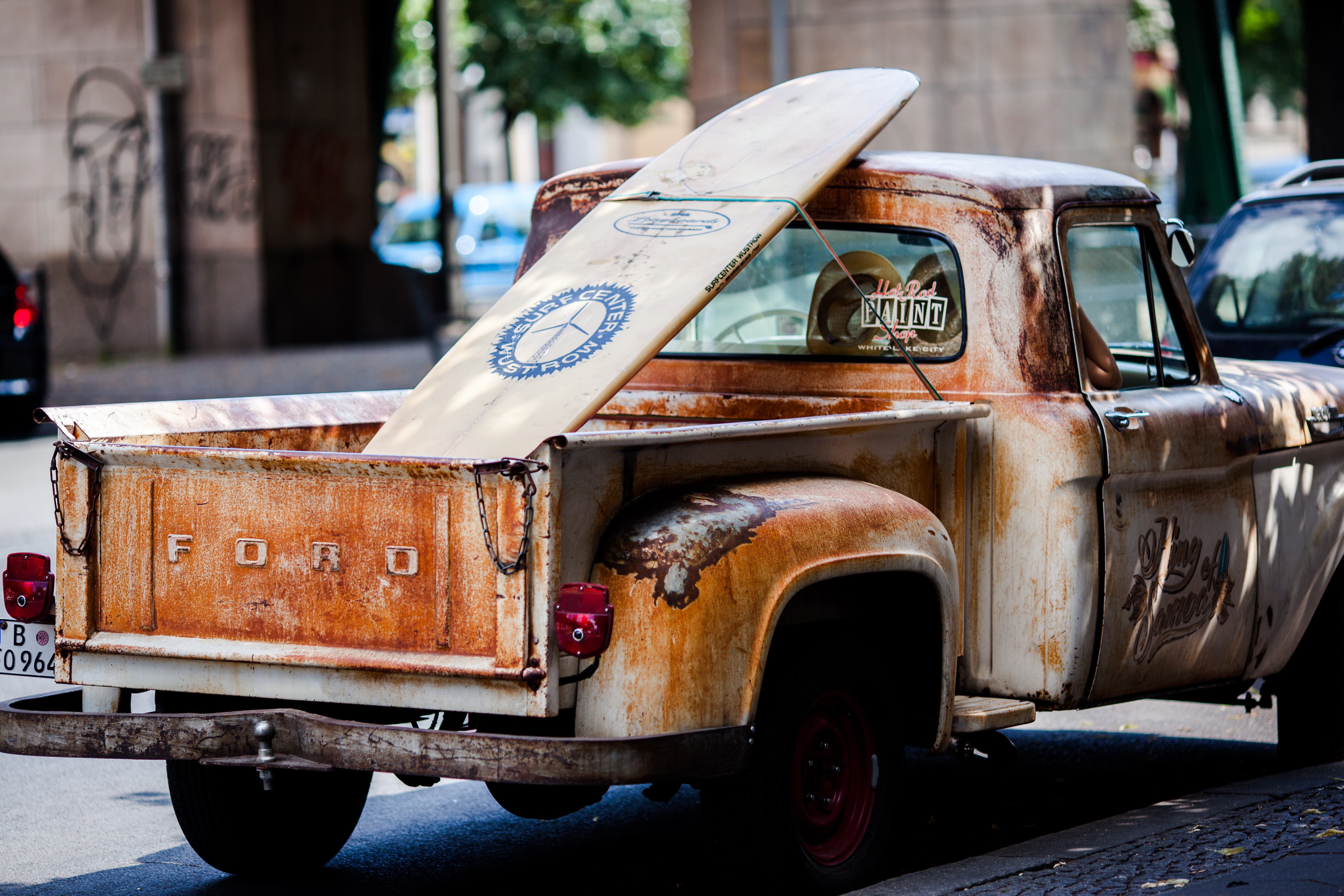
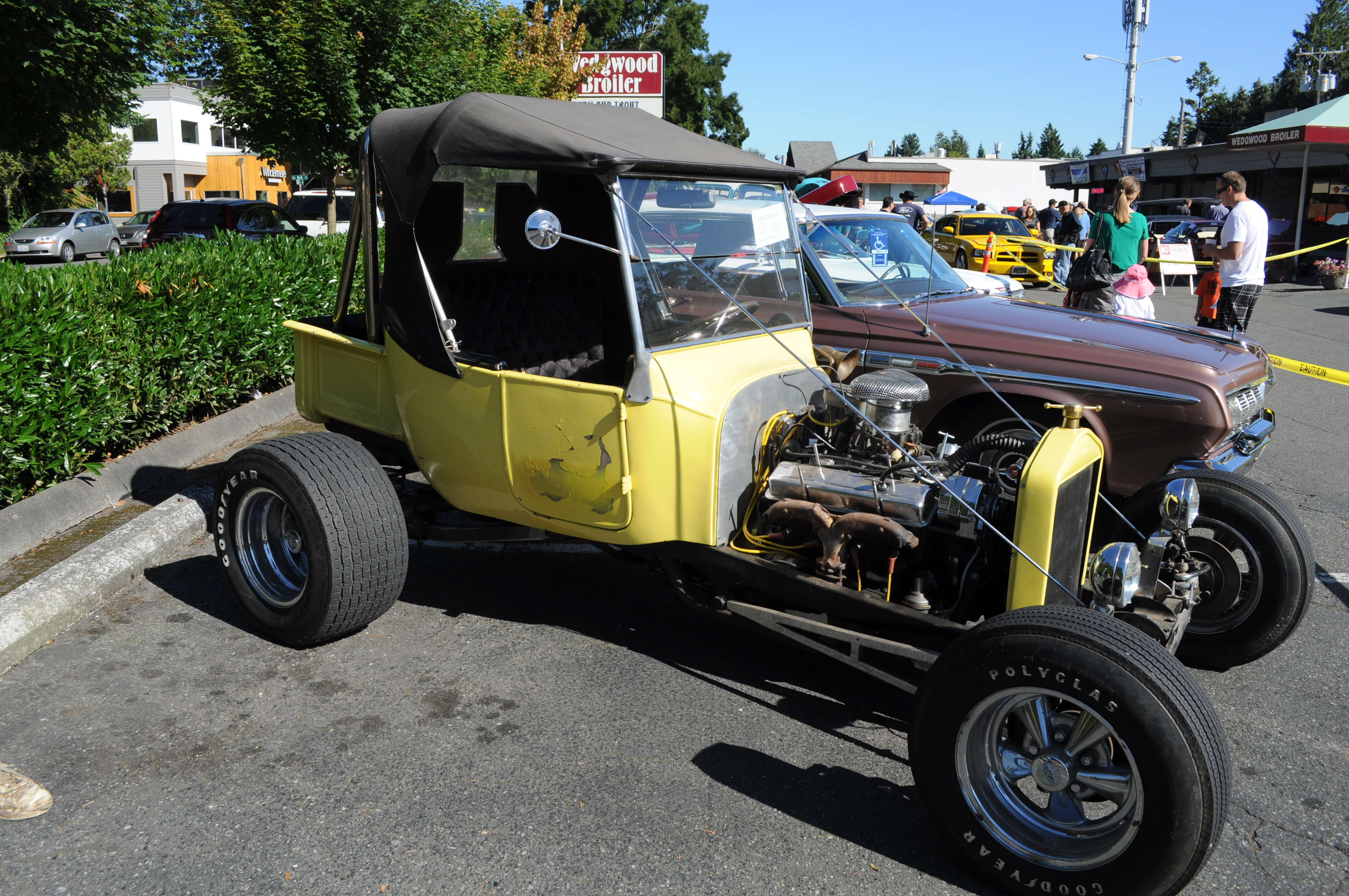
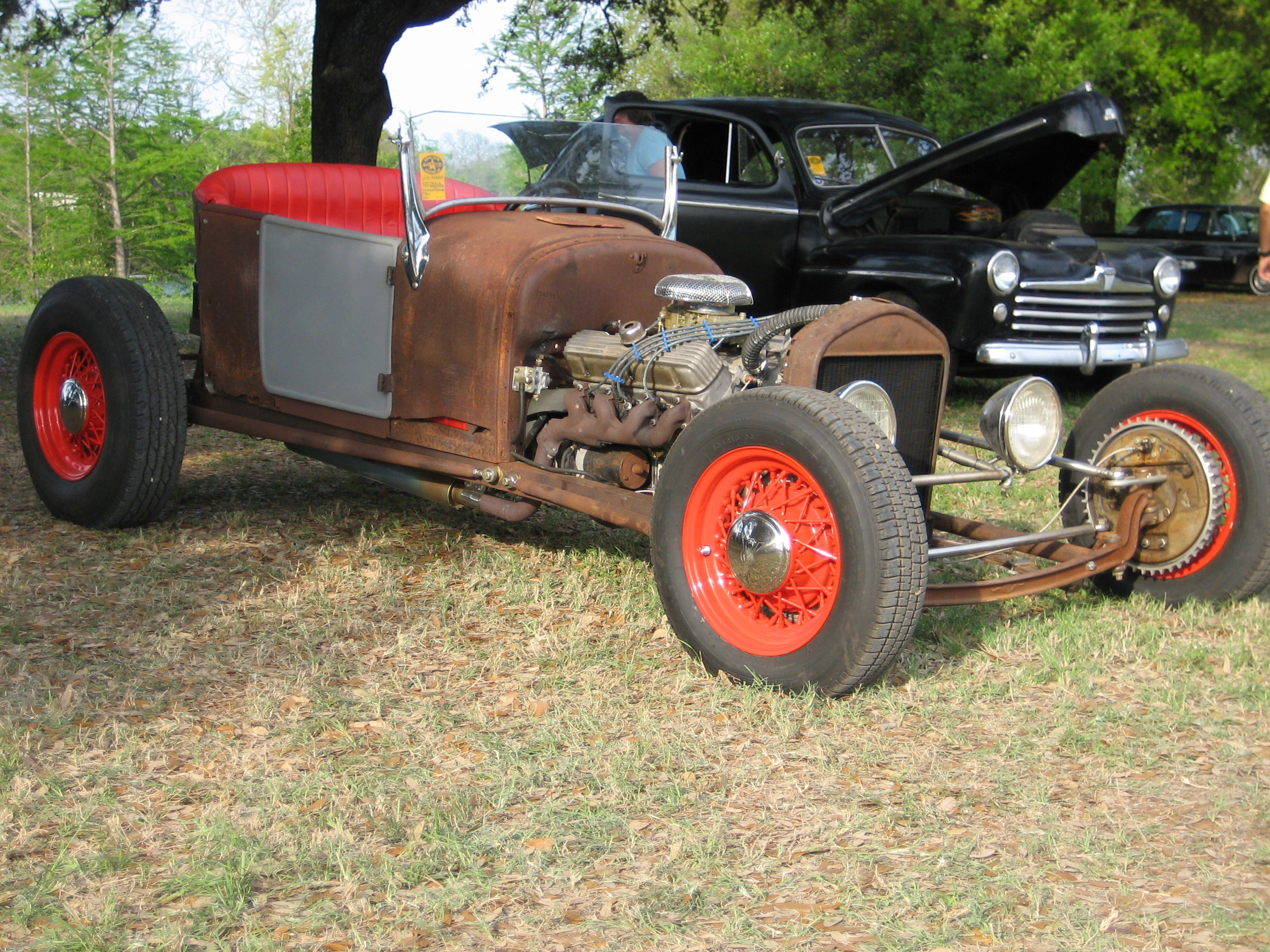
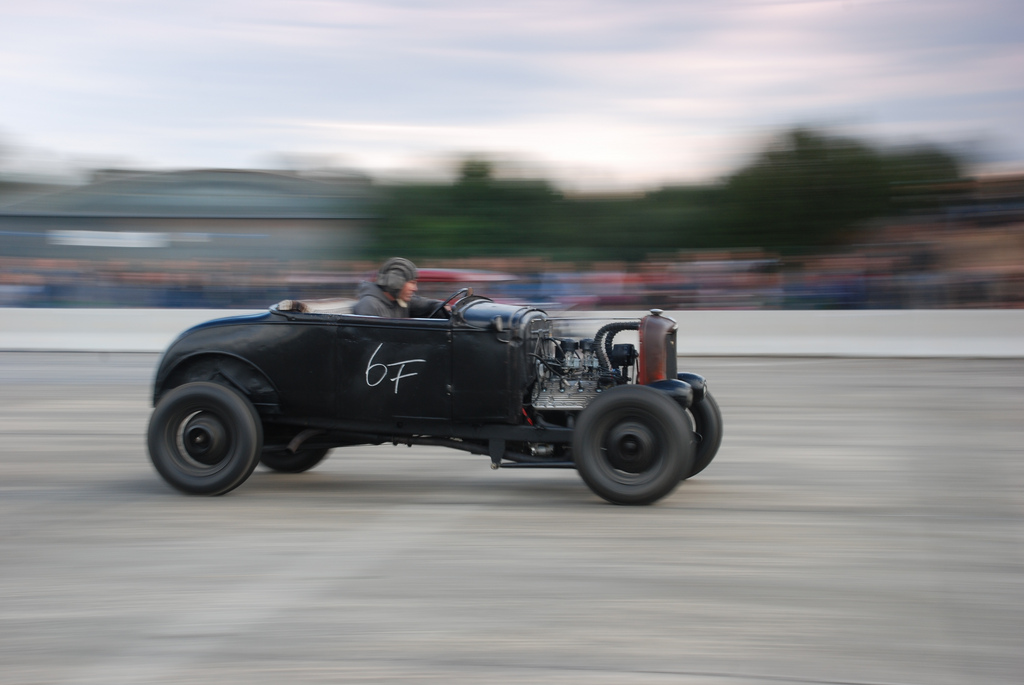

## Motos Rat bikes

Motos Rat bikes de bikers
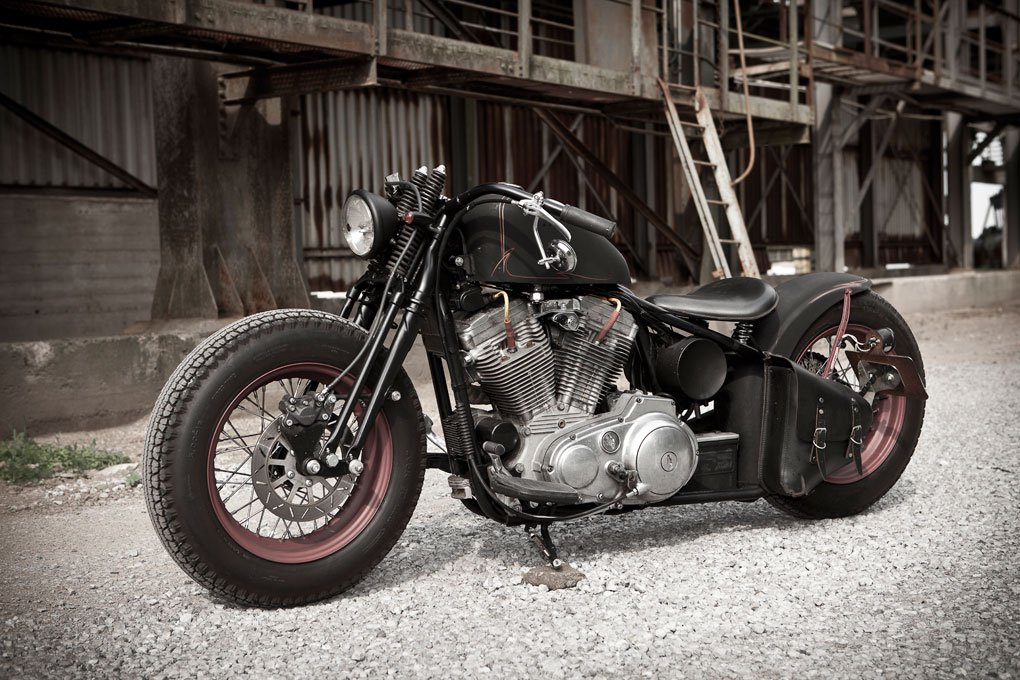
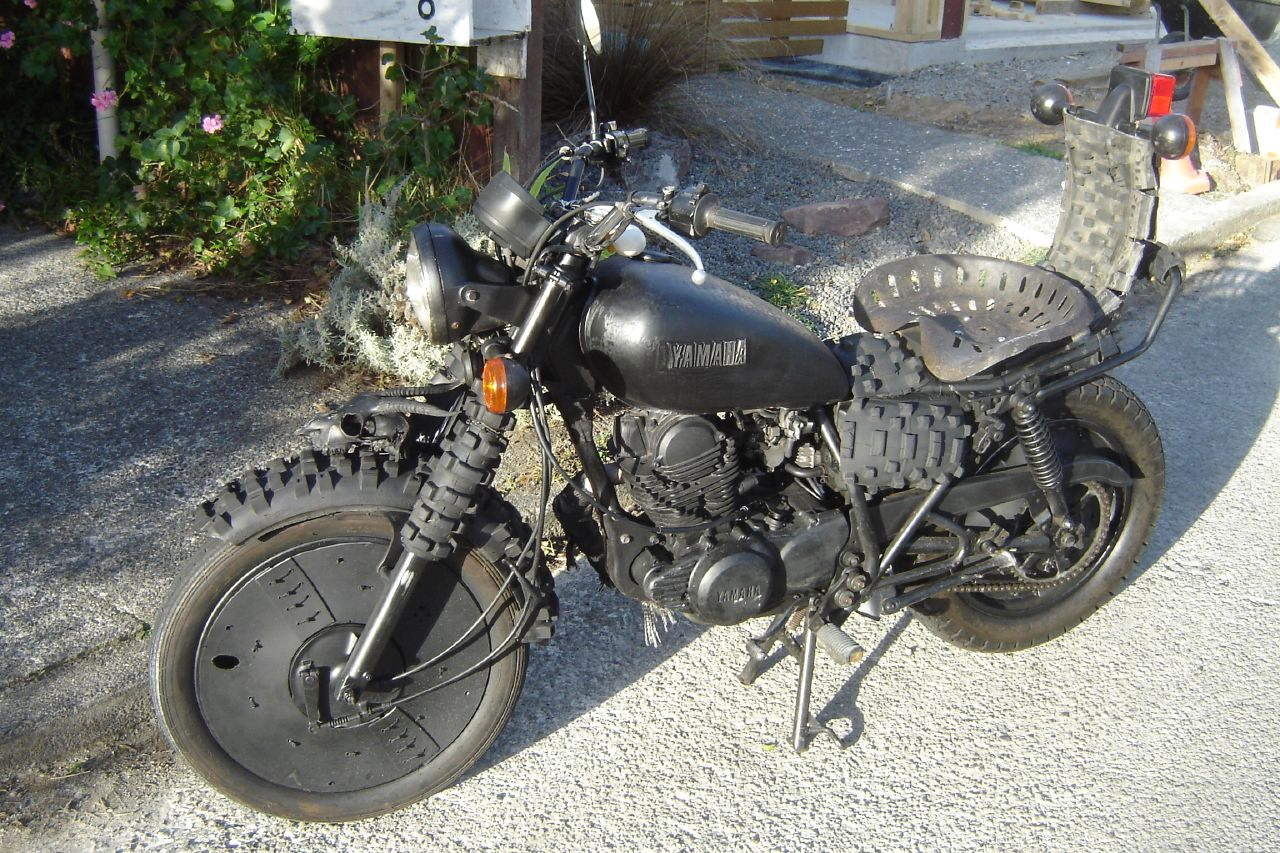
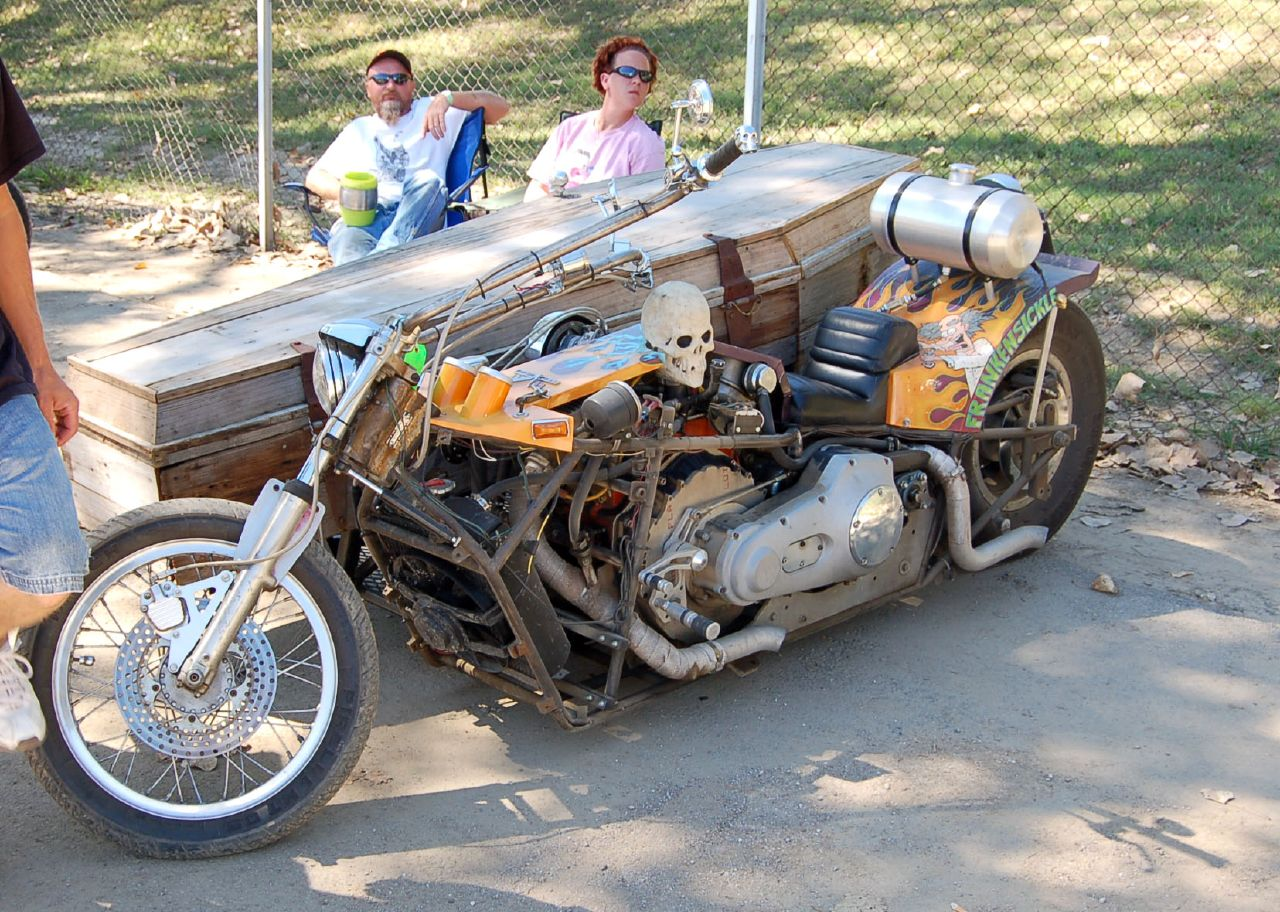
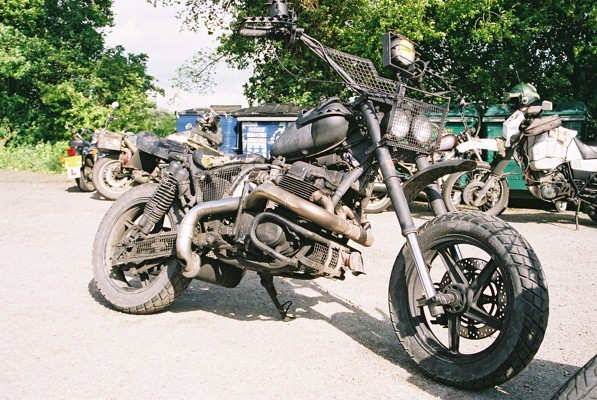
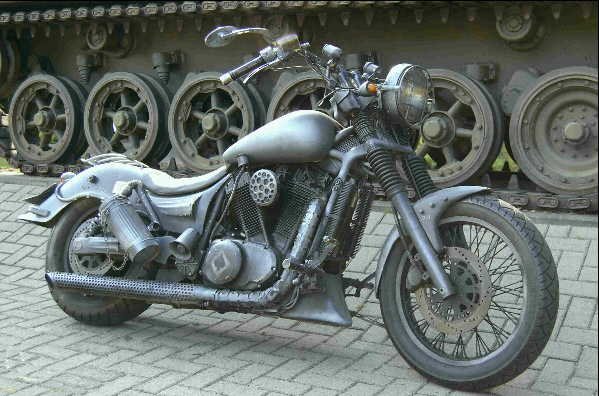

## Cinéma et musique
- 2012 : I Gotsta Get Paid - Clip blues rock Road movie de l’album La Futura de ZZ Top, met en scène quatre Ford A et Ford B Hot rod / Rat rod, et des Pin-up du groupe, de la Kustom Kulture[2], dans le désert américain (I Gotsta Get Paid sur www.youtube.com).